# Rdest maličký
Rdest maličký (Potamogeton pusillus) je druh jednoděložných rostlin z čeledi rdestovité (Potamogetonaceae).

## Taxonomická poznámka
Druh Potamogeton pusillus s. l. je taxonomicky problematickou skupinou. V Evropě jsou v současnosti většinou rozlišovány 2 druhy z okruhu a to rdest maličký (Potamogeton pusillus s. str.) a rdest Berchtoldův (Potamogeton berchtoldii). Tyto druhy jsou si velice podobné a jediným spolehlivým znakem je charakter palistů. Rdest maličký má palisty (nutno sledovat na mladých v horní části lodyhy) vzájemně srostlé na straně přivrácené i odvrácené od listu, zatímco rdest Berchtoldův je má na straně odvrácené od listu volné. Tento znak se dá spolehlivě hodnotit jen pomocí mikroskopu. Z determinačních důvodů (či praktických důvodů) proto někteří botanici tyto 2 druhy nerozlišují a píší potom Potamogeton pusillus s.l. V Severní Americe jsou rozlišovány 3 poddruhy: Potamogeton pusillus subsp. gemmiparus, Potamogeton pusillus subsp. pusillus a Potamogeton pusillus subsp. tenuissimus.

## Popis
Jedná se vodní rostlinu s jednoletou lodyhou, bez oddenku,, přezimuje pomocí turionů. Patří mezi tzv. úzkolisté rdesty. Lodyha je až 130 cm dlouhá, polooblá. Listy jsou jednoduché, jen ponořené, přisedlé, střídavé, čepele jsou velmi úzké, úzce čárkovité, nejčastěji 2,3–6,3 (v proudící vodě až 8) cm dlouhé a 0,6–2 mm široké. Listy jsou většinou 3žilné, ale postranní žilky jsou patrné, prostřední žilka není na rozdíl od rdestu vláskovitého tak silná a i dole zabírá jen cca 1/5 šířky čepele. Palisty jsou vyvinuty, mladé palisty jsou i na odvrácené od listu srostlé a objímají lodyhu (na rozdíl od velmi podobného rdestu Berchtoldova, starší palisty však i u tohoto druhu pukají, jsou asi 0,5–1,8 cm (v prudící vodě až 3,2 cm) dlouhé, Jedná se o jednodomou rostlinu s oboupohlavnými květy. Květy jsou v květenstvích, ve klasech na cca 1–4 cm dlouhé stopce, klasy jsou skoro kulovité až válcovité, obsahují jen 2–3 přesleny květů. Okvětí není rozlišeno na kalich a korunu, skládá se ze 4 okvětních lístků, většinou nenápadných, zelenavých až hnědavých, někteří autoři je však považují za přívěsky tyčinek. Tyčinky jsou 4, srostlé s okvětím. Gyneceum je apokarpní, složené nejčastěji ze 4 plodolistů. Semeník je svrchní. Plodem je nažka, na vrcholu s krátkým zobánkem.

## Rozšíření ve světě
Rdest maličký (v širším pojetí) roste ve velké části Evropy, Asie, Afriky, v Severní Americe a v Mexiku.

## Rozšíření v Česku
V ČR k hojnějším druhům rdestů, roste na většině území od nížin až do podhůří. Díky taxonomickým problémům se však některé nálezy mohou vztahovat i k rdestu Berchtoldovu. Roste hlavně v rybnících a různých zatopených jámách.